# ماركيت هايتس
ماركيت هايتس (إلينوي) (بالإنجليزية: Marquette Heights, Illinois)‏ هي مدينة تقع في الولايات المتحدة في مقاطعة تيزويل.

## التركيبة السكانية
حدّد مكتب تعداد الولايات المتحدة بيانات التركيبة السكانية لماركيت هايتس في تعداد الولايات المتحدة. في ما يلي، التركيبة السكانية حسب تعدادي 2000 و2010.

### تعداد عام 2000
بلغ عدد سكان ماركيت هايتس 2,794 نسمة بحسب تعداد عام 2000، وبلغ عدد الأسر 982 أسرة وعدد العائلات 815 عائلة مقيمة في المدينة. في حين سجلت الكثافة السكانية 1,108.7 نسمة لكل كيلومتر مربع (2,871.5/ميل2). وبلغ عدد الوحدات السكنية 1,006 وحدة بمتوسط كثافة قدره 399.2 لكل كيلومتر مربع (1,033.9/ميل2).
وتوزع التركيب العرقي للمدينة بنسبة 98.21% من البيض و0.39% من الأمريكيين الأفارقة و0.07% من الأمريكيين الأصليين و0.25% من الأمريكيين ذوي الأصول الآسيوية و0.39% من الأعراق الأخرى و0.68% من عرقين مختلطين أو أكثر و1.32% من الهسبانيون أو اللاتينيون من أي عرق.
بلغ عدد الأسر 982 أسرة كانت نسبة 43.1% منها لديها أطفال تحت سن الثامنة عشر تعيش معهم، وبلغت نسبة الأزواج القاطنين مع بعضهم البعض 68.1% من أصل المجموع الكلي للأسر، ونسبة 9.8% من الأسر كان لديها معيلات من الإناث دون وجود شريك، بينما كانت نسبة 5.1% من الأسر لديها معيلون من الذكور دون وجود شريكة وكانت نسبة 17% من غير العائلات. تألفت نسبة 14.1% من أصل جميع الأسر من عدة أفراد يعيشون في نفس المنزل ونسبة 4.4% كانت تتألف من شخص يعيش بمفرده يبلغ من العمر 65 عاماً أو أكثر. وبلغ متوسط حجم الأسرة المعيشية 2.85، أما متوسط حجم العائلات فبلغ 3.08.
بلغ العمر الوسطي للسكان 34.2 عاماً. وكانت نسبة 28.5% من القاطنين تحت سن الثامنة عشر، وكانت نسبة 8.2% بين الثامنة عشر والرابعة والعشرين عاماً، ونسبة 30.3% كانت واقعةً في الفئة العمرية ما بين الخامسة والعشرين والرابعة والأربعين عاماً، ونسبة 25.1% كانت ما بين الخامسة والأربعين والرابعة والستين، ونسبة 7.9% كانت ضمن فئة الخامسة والستين عاماً فما فوق. يوجد لكل 100 أنثى 101.3 ذكر، ويوجد لكل 100 أنثى في الثامنة عشر من عمرها فما فوق 98.7 ذكر.
بلغ متوسط دخل الأسرة في المدينة 47,073 دولارًا، أما متوسط دخل العائلة فبلغ 50,714 دولارًا. وكان متوسط دخل الذكور 40,870 دولارًا مقابل 23,674 دولارًا للإناث. وسجل دخل الفرد الخاص بالمدينة 17,935 دولارًا. وكانت نسبة 2.7% من العائلات ونسبة 2.9% من السكان تحت خط الفقر، وكان من هؤلاء نسبة 1.7% تحت سن الثامنة عشر ونسبة 0% في الخامسة والستين من العمر وما فوق.

### تعداد عام 2010
بلغ عدد سكان ماركيت هايتس 2,824 نسمة بحسب تعداد عام 2010، وبلغ عدد الأسر 1,035 أسرة وعدد العائلات 813 عائلة مقيمة في المدينة. في حين سجلت الكثافة السكانية 1,120.6 نسمة لكل كيلومتر مربع (2,902.3/ميل2). وبلغ عدد الوحدات السكنية 1,070 وحدة بمتوسط كثافة قدره 424.6 لكل كيلومتر مربع (1,099.7/ميل2).
وتوزع التركيب العرقي للمدينة بنسبة 96.95% من البيض و0.50% من الأمريكيين الأفارقة و0.14% من الأمريكيين الأصليين و0.81% من الأمريكيين ذوي الأصول الآسيوية و0.25% من الأعراق الأخرى و1.35% من عرقين مختلطين أو أكثر و1.66% من الهسبانيون أو اللاتينيون من أي عرق.
بلغ عدد الأسر 1,035 أسرة كانت نسبة 38.1% منها لديها أطفال تحت سن الثامنة عشر تعيش معهم، وبلغت نسبة الأزواج القاطنين مع بعضهم البعض 63.5% من أصل المجموع الكلي للأسر، ونسبة 9.7% من الأسر كان لديها معيلات من الإناث دون وجود شريك، بينما كانت نسبة 5.4% من الأسر لديها معيلون من الذكور دون وجود شريكة وكانت نسبة 21.4% من غير العائلات. تألفت نسبة 17.3% من أصل جميع الأسر من عدة أفراد يعيشون في نفس المنزل ونسبة 6.1% كانت تتألف من شخص يعيش بمفرده يبلغ من العمر 65 عاماً أو أكثر. وبلغ متوسط حجم الأسرة المعيشية 2.73، أما متوسط حجم العائلات فبلغ 3.07.
بلغ العمر الوسطي للسكان 36.3 عاماً. وكانت نسبة 26.6% من القاطنين تحت سن الثامنة عشر، وكانت نسبة 7.3% بين الثامنة عشر والرابعة والعشرين عاماً، ونسبة 28.7% كانت واقعةً في الفئة العمرية ما بين الخامسة والعشرين والرابعة والأربعين عاماً، ونسبة 26.5% كانت ما بين الخامسة والأربعين والرابعة والستين، ونسبة 11% كانت ضمن فئة الخامسة والستين عاماً فما فوق. وتوزع التركيب الجنسي للسكان بنسبة 49.5% ذكور و50.5% إناث.